# Lancia Epsilon
El Lancia Epsilon (tipus 58, Epsilon) és un automòbil de turisme fabricat per la marca italiana Lancia entre els anys 1911 i 1912. El Epsilon compartia moltes característiques amb el seu antecessor, el Lancia Delta 20/30hp, tot i que presentava canvis substancials com una distància entre eixos notablement major (327cm), que va permetre una millora notable de l'habitabilitat posterior. El motor i la transmissió per contra no presentaven cap canvi, mantenint-se la cilindrada a 4084 cc, 60 hp de potència combinat a una caixa manual de 4 velocitats. Es va fabricar un total de 350 exemplars fins a finals de 1912, sent substituït pel Lancia Theta a 1913.